# L'Adoration des bergers (Aertsen)
Pour les articles homonymes, voir L'Adoration des bergers.
L'Adoration des bergers est un tableau réalisé par le peintre néerlandais Pieter Aertsen vers 1555. De format vertical, cette huile sur bois est une peinture chrétienne qui représente l'Adoration des bergers, un épisode de la Nativité rapporté par l'Évangile selon Luc. Legs de Jules Hédou, l'œuvre est conservée depuis 1907 au musée des Beaux-Arts de Rouen, à Rouen, dans la Seine-Maritime, en France.
Le tableau figure deux bergers se penchant entre des colonnes antiques pour regarder l'Enfant Jésus, lequel est allongé nu sur un socle recouvert d'un drap blanc, au centre de la composition. Installé sur son dos, il adresse au spectateur le signe de bénédiction, alors que Marie est à genoux près de lui, les mains jointes en prière. La scène se déroule en présence d'un âne et d'un bœuf dont les têtes apparaissent respectivement à l'arrière à gauche et au premier plan à droite.